# Aminokwasy

Schemat budowy α-aminokwasu – grupa aminowa po lewej i grupa karboksylowa po prawej

Aminokwasy, kwasy aminowe (skrót aa lub AA, od ang. amino acids) – grupa organicznych związków chemicznych zawierających zasadową grupę aminową oraz grupę karboksylową −COOH lub, w ogólniejszym ujęciu, dowolną grupę kwasową.
Przykładem aminokwasu z grupą sulfonową −SO
3H jest tauryna (kwas 2-aminoetanosulfonowy), a zawierającego grupę fosfonową −C−PO
3H
2 jest ciliatyna (kwas 2-aminoetanofosfonowy).
Grupa aminowa może być pierwszorzędowa (−NH
2), drugorzędowa (−NHR), trzeciorzędowa (−NR
2) lub czwartorzędowa amoniowa (−NR+
3). Aminokwasy z czwartorzędową grupą amoniową to związki z grupy betain, a ich przedstawicielem jest N,N,N-trimetyloglicyna (betaina), (CH
3)
3N+
CH
2COO−
.

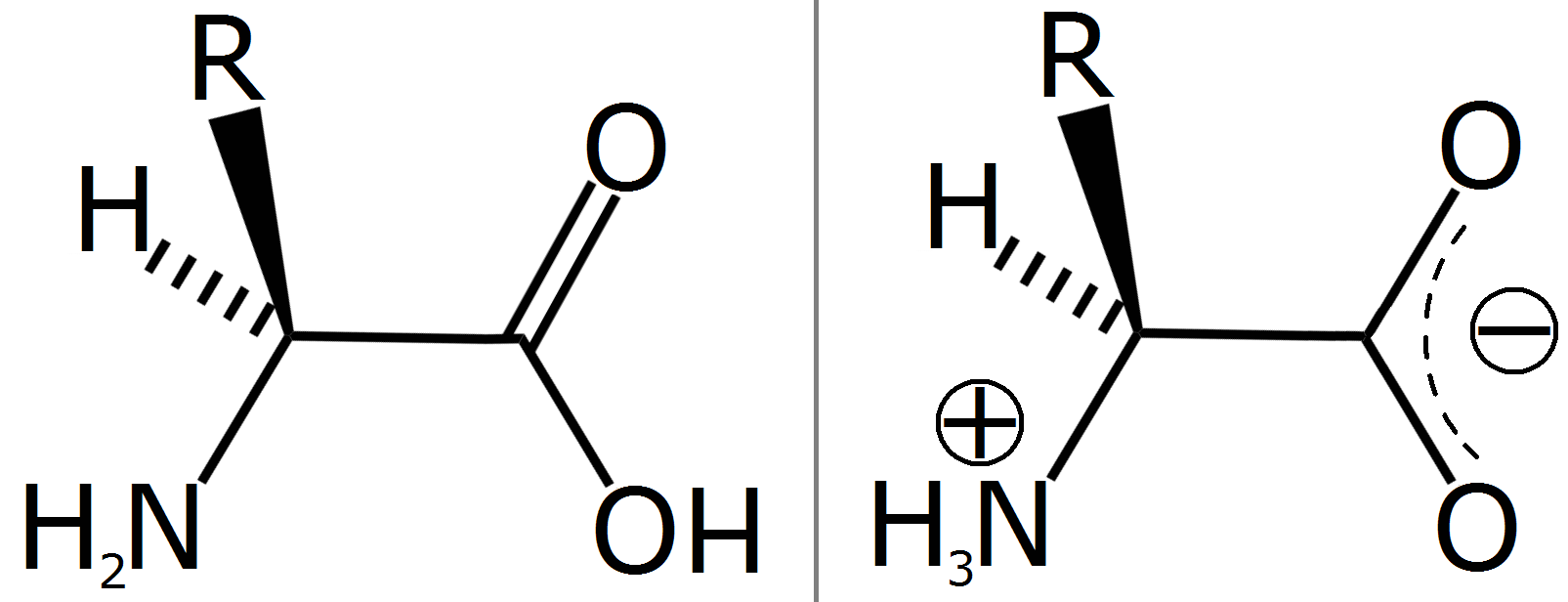
Wzór aminokwasu przedstawiony w formie niezjonizowanej (1) oraz jako jon obojnaczy (2)

Ponieważ aminokwasy zawierają zarówno grupę kwasową, jak i zasadową, zachodzi w nich wewnątrzcząsteczkowa reakcja kwas–zasada i związki te istnieją głównie w formie jonów obojnaczych. Jony obojnacze aminokwasów są rodzajem soli wewnętrznych (amfolitami), dlatego mają wiele właściwości typowych dla soli: są substancjami krystalicznymi o wysokich temperaturach topnienia, wykazują duże momenty dipolowe, są rozpuszczalne w wodzie, ale nierozpuszczalne w węglowodorach.

## Kryteria podziału aminokwasów
Aminokwasy karboksylowe można podzielić na:
- naturalne
  - białkowe
    - pierwszorzędowe (standardowe, kodowane) – 20 (21 włączając selenocysteinę) aminokwasów, które stanowią substraty w rybosomalnej syntezie białka
      - endogenne
      - egzogenne

    - drugorzędowe – powstające w wyniku potranslacyjnej modyfikacji (np. 4-hydroksyprolina)
    - trzeciorzędowe – powstające w procesie postranslacyjnej modyfikacji w wyniku reakcji prowadzących do utworzenia niepeptydowych wiązań kowalencyjnych pomiędzy resztami aminokwasów wchodzących w skład białka np. cystyna

  - niebiałkowe (np. kwas γ-aminomasłowy (GABA))
- syntetyczne (np. β-metylofenyloalanina).

Biorąc pod uwagę chemiczną budowę, aminokwasy karboksylowe można podzielić według:
- położenia grupy aminowej względem karboksylowej[4]: α, β, γ, δ i ε-aminokwasy; litera grecka określa położenie grupy aminowej przy danym atomie węgla w łańcuchu głównym kwasu karboksylowego. W α-aminokwasach obie te grupy funkcyjne znajdują się przy tym samym atomie węgla (α).
- polarności łańcucha bocznego, w przypadku standardowych aminokwasów[6]:
  - z niepolarnym łańcuchem bocznym (glicyna, alanina, walina, leucyna, izoleucyna, metionina, prolina, fenyloalanina, tryptofan)
  - z polarnym łańcuchem bocznym, ale nie posiadające formalnego ładunku (seryna, treonina, asparagina, glutamina, tyrozyna, cysteina)
  - z polarnym łańcuchem bocznym posiadające ładunek formalny w fizjologicznym zakresie pH:
    - z ładunkiem dodatnim (lizyna, arginina, histydyna)
    - z ładunkiem ujemnym (kwas asparaginowy, kwas glutaminowy).

## Aminokwasy naturalne

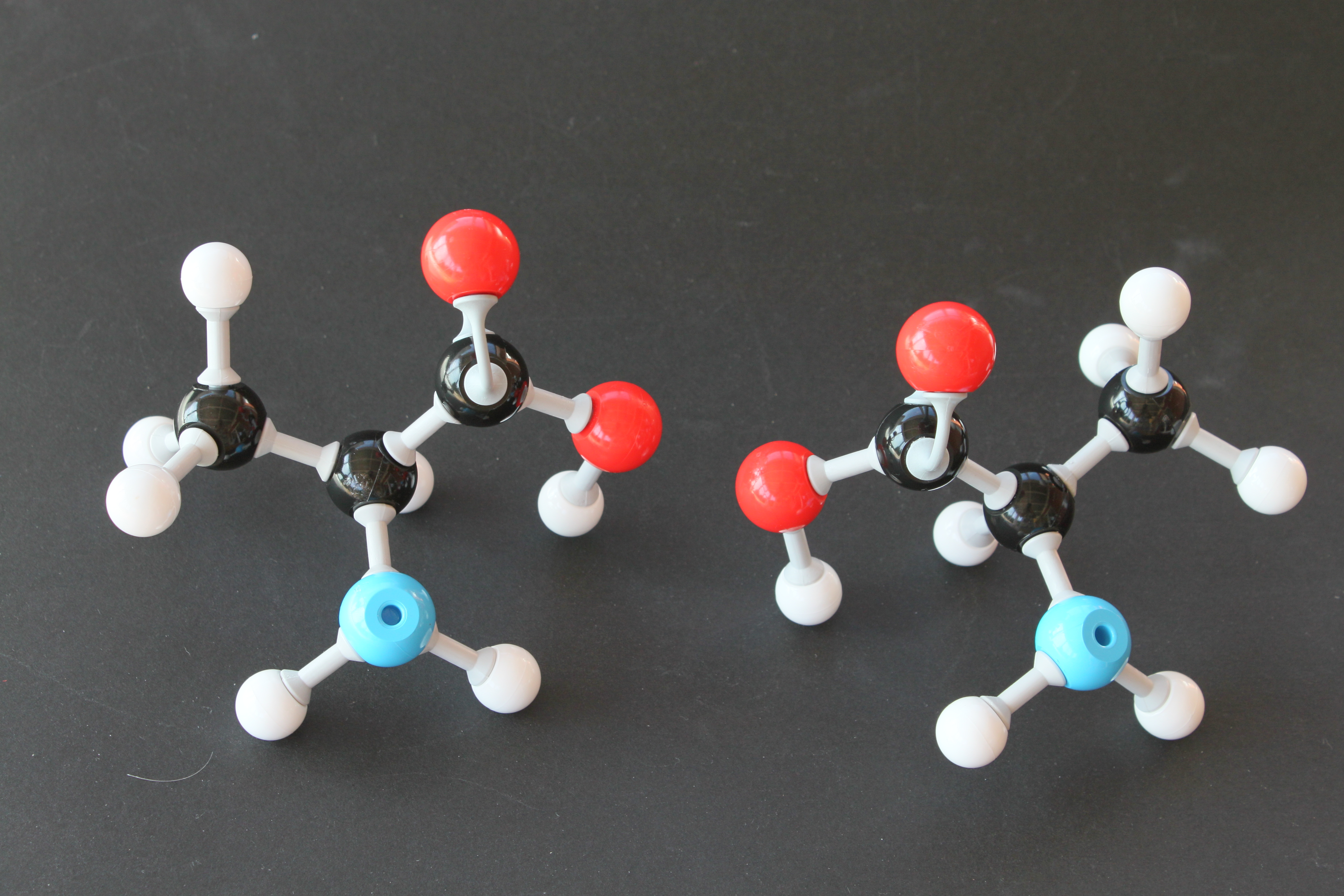
Modele enancjomerów alaniny: L-alanina (po lewej) D-alanina (po prawej). Czarny – węgiel, niebieski – azot, czerwony – tlen, biały – wodór

W skład białek wszystkich organizmów żywych wchodzi głównie 20 aminokwasów, będących α-aminokwasami zawierającymi asymetryczny atom węgla o konfiguracji L (poza achiralną glicyną), a także niewielkie ilości wielu innych, w większości będących pochodnymi aminokwasów podstawowych. Łańcuch boczny (R) może zawierać pierścień aromatyczny, łańcuch alifatyczny, siarkę (grupę tiolową lub tioeterową), grupę wodorotlenową, dodatkową grupę aminową lub karboksylową. Są podstawowymi jednostkami budulcowymi peptydów i białek. Zazwyczaj są rozpuszczalne w wodzie i w warunkach fizjologicznego pH występują w formie jonowej.
Rodzaj reszt aminokwasowych i ich kolejność w łańcuchu polipeptydowym (sekwencja) zależy od kodu genetycznego zapisanego w DNA. Kolejne reszty aminokwasowe w łańcuchu polipeptydowym połączone są wiązaniami peptydowymi.